# Cison di Valmarino

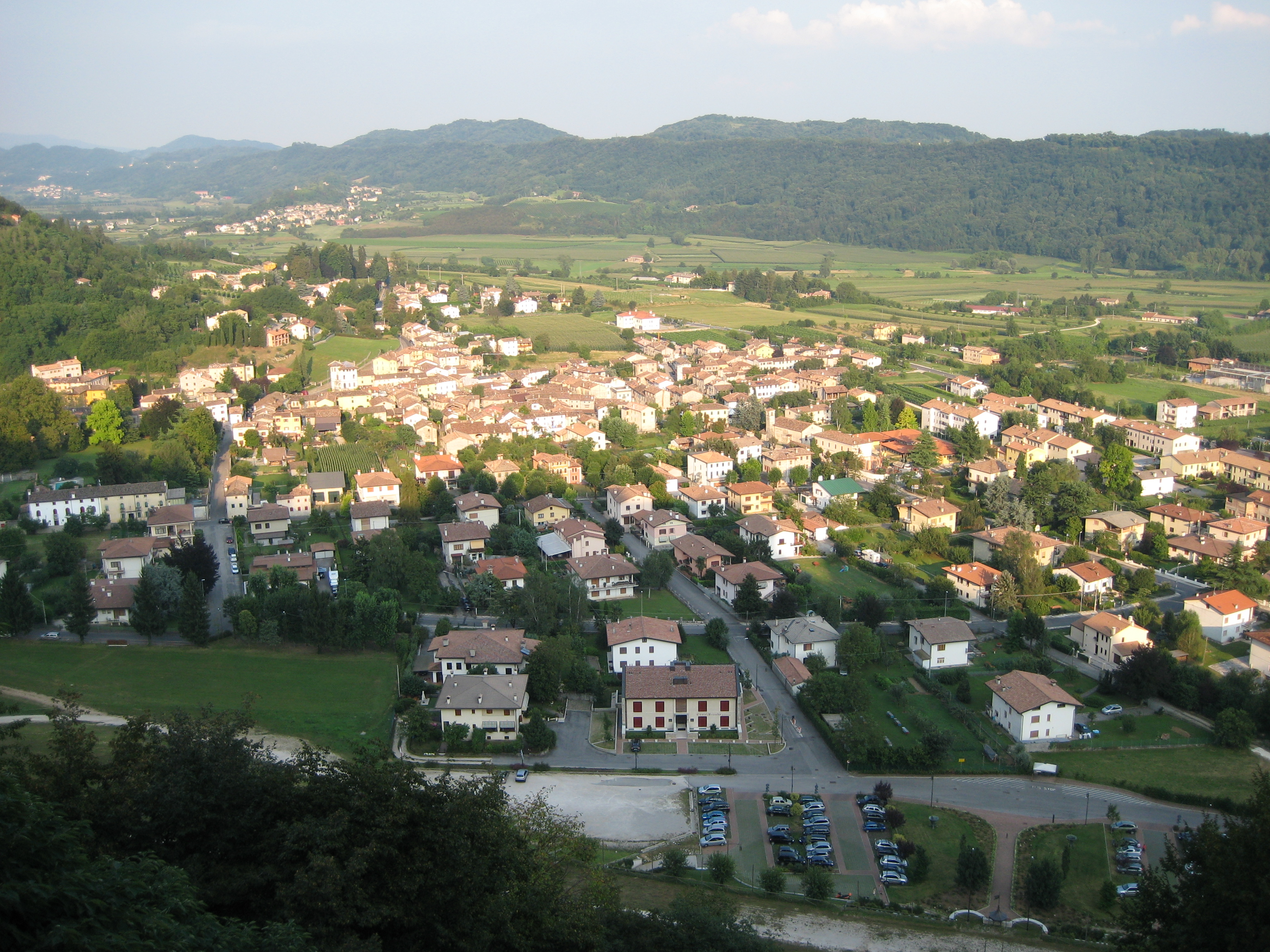
Cison di Valmarino

Cison di Valmarino ist eine nordostitalienische Gemeinde mit 2465 Einwohnern (Stand 31. Dezember 2023) in der Provinz Treviso in Venetien. Die Gemeinde liegt etwa 34 Kilometer nordnordwestlich von Treviso im Valmareno und grenzt unmittelbar an die Provinz Belluno.
Cison di Valmarino ist Mitglied der Vereinigung I borghi più belli d’Italia (Die schönsten Orte Italiens).

## Geschichte
Im frühen Mittelalter stand das heutige Gemeindegebiet unter langobardischer Herrschaft. Die Parochialkirche hat ihre Ursprünge im Jahr 1170. Insbesondere das Herzogtum von Ceneda übte maßgeblichen Einfluss auf die Gegend aus. Ab 1421 gelangte das Gebiet in den Herrschaftsbereich der Republik Venedig. 1866 wurde die Gemeinde nach dem Untergang des lombardisch-venezischen Königreichs Teil Italiens.